# Änge
Änge (da Língua nórdica antiga engi 'pastagem') é uma localidade da província histórica da Jämtland. 
Pertence à comuna de Krokom, no condado da Jämtland, Suécia. Tem 387 habitantes (Censo 31.12.2005) numa área de 0,56 km² (densidade 689 hab/km²). Fica a 28 km a noroeste da pequena cidade de Krokom, a sede da comuna, e a 48 km a noroeste de Östersund, a capital da Jämtland. Änge foi até 1974 a sede da antiga municipalidade de Offerdal. É considerada como o Centro Geográfico do país. 